# Gabriella Boris
Brita Gabriella Boris, född 14 augusti 1963 i Innsbruck, Österrike, är en svensk skådespelare och dramatiker.

## Biografi
Boris är utbildad på scenskolan i Stockholm 1985–1988. Hon har verkat vid Östgötateatern, Vasa teater i Finland, Riksteatern, Norrbottensteatern och Unga Riks. Utöver teatern är hon verksam som skådespela på film och i TV. Debuten skedde i 1988 års TV-serie Träpatronerna. Bland övriga roller kan nämnas den som Vendela Flogfält i filmerna Änglagård (1992) och Änglagård – tredje gången gillt (2010).
Som dramatiker debuterade Boris med pjäsen Walters flicka (1995), vilken utnämndes till första pris i monologfestivalen samma år. Hon har även skrivit pjäsen Florence Näktergal (2002).

## Filmografi
- 1988 – Träpatronerna (TV-serie)
- 1992 – Änglagård
- 1992 – Matka Ajassa
- 1999 – Jakten på en mördare (TV-serie)
- 2002 – Gåvan (kortfilm)
- 2010 – Ta mig (kortfilm) Crazy Pictures
- 2010 – Änglagård – tredje gången gillt
- 2012 – Århundradets brott
- 2015 – Se mig
- 2018 – Uppsalakidnappning
- 2019 – Fartblinda (TV-serie)

## Manus
- 1995 – Walters flicka
- 2002 – Florence Näktergal

## Teater

### Roller (ej komplett)
| År   | Roll | Produktion                     | Regi            | Teater         |
| ---- | ---- | ------------------------------ | --------------- | -------------- |
| 2010 |      | Vildanden Henrik Ibsen         | Torbjörn Astner | Östgötateatern |
| 2022 |      | Fly me to the moon Marie Jones | Peter Jansson   | Östgötateatern |